# Soeiro Mendes de Sousa
Soeiro Mendes de Sousa “o Grosso” (c. 1100 - c. 1140) foi um nobre Rico-Homem e cavaleiro medieval português. Esteve entre os principais barões do Condado Portucalense que participaram activamente na Batalha de São Mamede. Combateu ao lado do primeiro rei de Portugal D. Afonso Henriques.

## Primeiros anos
Soeiro era filho do poderoso magnate Mem Viegas de Sousa e da sua esposa Teresa Fernandes de Marnel. Soeiro pertencia assim à prestigiante Casa de Sousa, que com o casamento dos pais, adquirira vários bens da família de Marnel, na região do Vouga, aí criando para a família um novo núcleo de bens.

## Na corte

### O governo independente de Teresa de Leão (1112-1128)
Após a morte do marido, Teresa e a irmã, a rainha Urraca de Leão e Castela, alimentaram uma discórdia pelas tentativas que a condessa fazia para duplicar os seus territórios para leste, confirmadas por um tratado entre ambas, em 1123. Alguns nobres partilhavam terras reconhecidas por esse tratado à que desde 1116 se intitulava rainha dos portugalenses. 

#### A ascensão de Afonso VII de Leão e o enfraquecimento de Teresa
Porém, por morte de Urraca de Leão em 1126, sucede-lhe no trono Afonso VII, o qual readopta o título de imperador de toda a Hispânia do avô, procurando a vassalagem dos demais reinos, incluindo entre eles também o Condado Portucalense, que há muito demonstrava tendências autonomistas. 

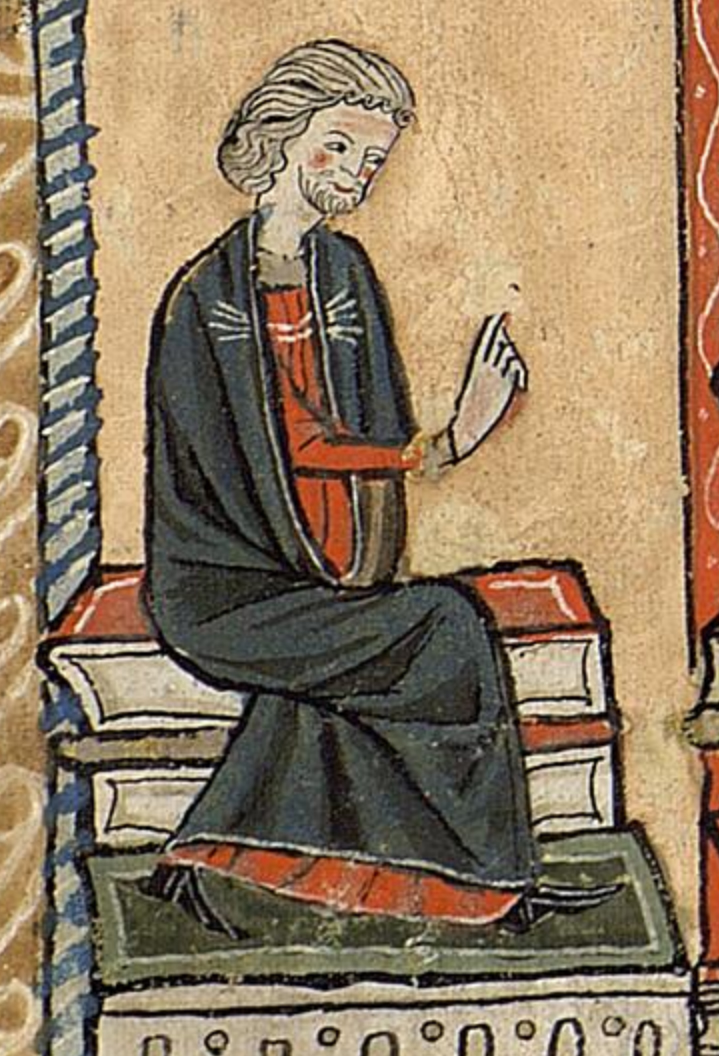
Bermudo Peres de Trava

Tudo mudaria em Portugal com a entrada de dois magnates galegos, irmãos: Bermudo Peres de Trava e Fernão Peres de Trava. A influência que passaram a exercer na rainha de Portugal foi forte o suficiente para, no caso de Bermudo, desposar uma das infantas, Urraca Henriques, e no caso de Fernão, manter uma proximidade maior com a condessa, de quem terá tido inclusive descendência.
Ambos pareciam ser interventores dos dirigentes galegos Pedro Froilaz de Trava (pai dos dois magnates) e Diego Gelmírez, Arcebispo de Santiago, interessados em travar a marcha da libertação portuguesa pela qual a rainha, que até então se batera ferozmente, se deixava enredar neste ardil. A influência que passaram a exercer na rainha de Portugal foi de facto forte o suficiente para afastar magnates de confiança de então, como Egas Moniz, o Aio, dos seus cargos, afastamento provado pelo facto de Egas Moniz, importante homem de confiança de Teresa e do seu então falecido esposo, o conde Henrique de Borgonha, passara a estar submetido em termos governativos, a Fernão Peres, que o substituíra na tenência de Coimbra, e o mesmo com Bermudo Peres, que assumira as de Viseu e Seia. 
É desta forma compreensível que grande parte da aristocracia começasse a não ver com bons olhos os dois galegos e muito menos o mau governo que Teresa começava a protagonizar: Fernão Peres de Trava chegava inclusive a surgir na documentação como príncipe consorte (o que não era). Assim, como um dos principais lesados das más decisões que a rainha começava a tomar, terá sido o responsável pelas primeiras agitações tumultuosas da nobreza.

### A educação do herdeiro Afonso e as primeiras revoltas
Egas Moniz, o Aio era o magnate que por vontade dos condes, se encarregava da educação do então herdeiro, o infante Afonso. O infante crescia “em idade e boa índole” por educação do seu Aio, que amiúde lhe deve ter pintado a sujeição em que Portugal ia recuando no caminho da libertação quase conseguida, a dependência cada vez maior dos galegos a que Portugal se sujeitava na pessoa da sua rainha. O infante que Egas criara e agora incitava à revolta, apesar da ainda curta idade, era, desta forma, também afetado pela vinda dos magnates galegos, que lhe passaram a ser apresentados como os seus inimigos e os que mais ameaçavam a sua herança.
Com efeito, Afonso Henriques mostra a sua rebeldia contra a mãe nos inícios de dezembro de 1127, na carta de couto à ermida de S. Vicente de Fragoso; no próprio documento surge como “conde de Neiva” (ou “tenente de S. Martinho”) e surgem a apoiá-lo: o conde Afonso (que seria provavelmente sogro de Egas Moniz), Lourenço (que poderia já ser o seu filho mais velho) e outros. Em maio do ano seguinte, Egas Moniz volta a apoiar novas rebeldias do seu pupilo (como o foral a Constantim de Panoias, e talvez a doação de Dornelas à Ordem do Hospital), tendo anteriormente, por exigência de situações delicadas dos rebeldes, levado o pupilo a reconciliações fingidas com a mãe.

## A luta pela independência

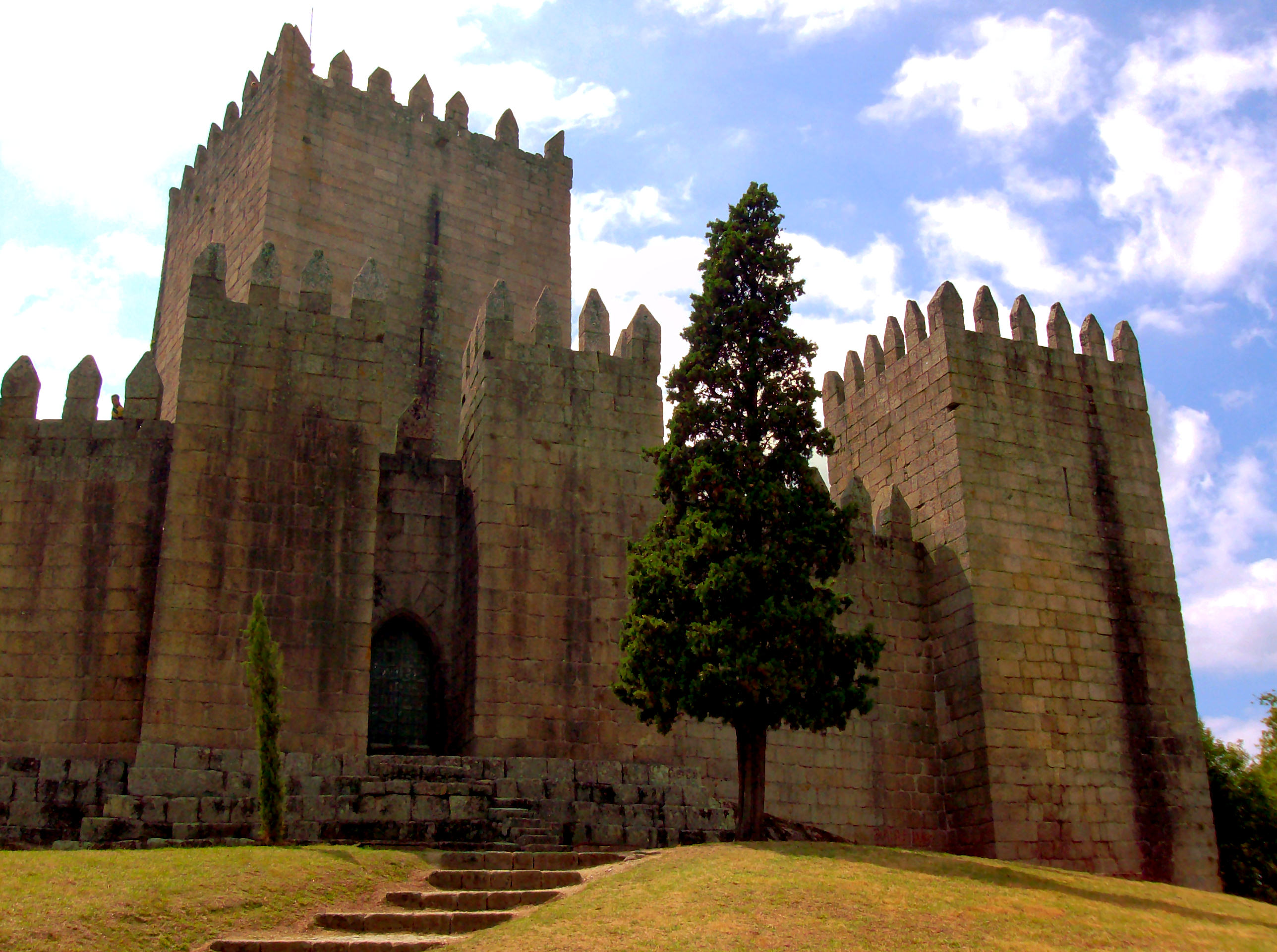
O Castelo de Guimarães, junto ao qual se travou uma das mais importantes batalhas da resistência portuguesa.

A mais flagrante das investidas contra a suserania leonesa dá-se em março (ou inícios de abril) de 1128, forçada pela vinda a Portugal do Imperador Afonso VII em pessoa. Este havia preparado a sua viagem pré-nupcial a Barcelona por mar, para se casar, e desejara uma solução pacífica para o conflito português. Partiu, assim, para o seu destino, do qual não regressaria antes de novembro de 1128, uma vez que entre Barcelona e Leão-Castela se encontrava Aragão, governado pelo padrasto e um dos seus maiores adversários, Afonso O Batalhador.
Os rebeldes aproveitam a ocasião: em maio, estão com Egas Moniz em rebeldia definitiva contra a rainha Teresa. Egas Moniz retirara-se para reunir um exército nas suas terras, com o qual interviria na batalha, que se trava junto ao Castelo de Guimarães, o foco dos revoltosos, no dia de S. João de 1128, batalha que ficaria conhecida como a célebre Batalha de São Mamede. Diz-se que o infante fora batido, e ia fugindo dos campos quando encontra Egas Moniz à testa das suas gentes de armas: ambos vão sobre os “estrangeiros”, que dizem “indignos”, e “esmagam-nos”. 
Apesar de lidar com Aragão, nada impediu Afonso VII de combater Portugal: protegendo-se de Aragão, mas pretendendo uma ofensiva na frente ocidental de guerra, trava a “batalha” de Arcos de Valdevez (ou da Veiga da Matança, nome que ainda perdura), provavelmente no final de 1128 ou no início de 1129. Infelizmente, Afonso Henriques e Egas Moniz não conseguiram conter o avanço do Imperador e retiraram-se para Guimarães com a grande nobreza, que se compunha, para além de Soeiro e do seu irmão Gonçalo Mendes de Sousa, de Garcia, Gonçalo, Henrique e Oveco Cendones; Egas Gondesendes II de Baião; Mem Moniz de Riba Douro e Ermígio Moniz de Riba Douro, irmãos de Egas; o Afonso Nunes de Celanova; os filhos mais velhos do Aio (Lourenço, Ermígio e Rodrigo Viegas), e outros, como Garcia Soares, Sancho Nunes, Nuno Guterres, Nuno Soares, Mem Fernandes, Paio Pinhões, Pero Gomes, Mem Pais, Romão Romanes, Paio Ramires, Mem Viegas, e Gueda Mendes.
A situação dos sitiados era precária, mas Afonso Henriques atua com os seus nobres: Paio Soares, Soeiro Mendes e Gonçalo Mendes da Maia, além do irmão destes últimos, Paio Mendes, arcebispo de Braga.
Mas contrariamente ao que se costuma relatar, apesar de, Afonso Henriques nunca foi pressionado para cumprir a palavra dada ao Imperador; aliás essa promessa dos nobres é imediatamente quebrada em 1130 com a invasão da Galiza, travando-se a Batalha de Cerneja (1137), da qual saem vitoriosos os portucalenses. Afonso VII não pôde conter as invasões dadas as querelas com o padrasto em Aragão.

## Consequências da batalha e últimos anos
Após o conflito, em que terá participado ativamente, embora já não fosse jovem, Soeiro Mendes passou a confirmar todos os atos do novo conde até 1137. Logo em 1128, quando Afonso Henriques confirma o foral dado a Guimarães pelos pais, Soeiro era, na verdade, um dos burgueses que comigo suportaram o mal e o sacrifício em Guimarães, cujos privilégios incluíamː nunca dêem fossadeira das suas herdades e o seu haver onde quer que seja esteja a salvo e quem o tomar por mal pague-me 60 soldos e dê, além disso, o haver em dobro ao seu dono.
Soeiro confirmou também os coutos aos mosteiros de Pedroso (c.1128) e de Laurosa (fins de 1132, para o prelado de Viseu); doação do castelo de Luzes, em Idanha, (fins de 1132, ao prelado de Braga); doação de Mossâmedes (Vouzela) a Fernão Peres (meados de 1133); doação ao Mosteiro de Cête (meados de 1133); couto à albergaria das Gavieiras (fins de 1136); e a doação ao Mosteiro de Santa Cruz de Coimbra (setembro de 1137). 
Nesse ano de 1137, Soeiro desaparece da corte, tendo provavelmente falecido pouco depois.

## Matrimónio e descendência
Não é certo que Soeiro Mendes tenha casado. Contudo, já se apontou Ausenda Gonçalves de Marnel como possível esposa, sendo, contudo, uma hipótese pouco provável.
No entanto, teve de uma barregã de nome desconhecido a seguinte descendênciaː
- D. Maria Soares de Sousa, casada em primeiras núpcias com Egas Duer (de quem teve Martim Viegas de Ataíde, Senhor da Torre de Ataíde, que se casou com Maria Anes de Baião, Maria Giraldes e Elvira Rodrigues) e depois com João Fernandes de Riba de Vizela.[8]